# Studené
Studené település Csehországban, az Ústí nad Orlicí-i járásban. Studené Sobkovice, Těchonín, Mladkov, Pastviny és Nekoř településekkel határos. Lakosainak száma 183 fő (2024. január 1.).

## Népesség
A település lakosságának változását az alábbi diagram mutatja:
| Lakosok száma | 420  | 470  | 389  | 229  | 187  | 154  | 180  | 179  | 184  | 183  |
|               | 1869 | 1900 | 1921 | 1961 | 1980 | 2011 | 2016 | 2019 | 2021 | 2024 |